# Красная Хорватия

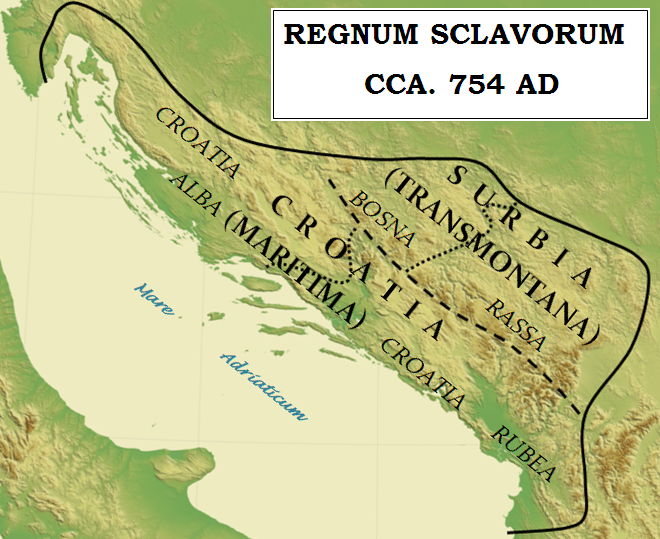

Красная Хорватия (лат. Croatia Rubea, хорв. Crvena Hrvatska) — исторический термин для обозначения юго-восточной части Далмации, а также части некоторых соседних областей: Черногории, Албании, Боснии, Герцеговины и Хорватии, простирающихся вдоль Адриатического моря.
Красный цвет в славянской системе определения сторон света означал Юг, в то время как белый - Север, синий - Восток, чёрный - Запад.

## Происхождение термина
Впервые легендарная Красная Хорватия упоминается в Летописи попа Дуклянина, написанной в конце XII века.
После, соответственно содержанию грамот, прочитанных перед народом, [король] написал грамоты, поделил области и округи своего королевства и их межи и границы вот так: по течению рек, что плывут с гор и впадают в море на юг, назвал Приморье; реки же, что текут с гор на север и вливаются в великую реку Дунай, назвал Сербией. 
Потом разделил Приморье на две области: от места Далмы, где тогда пребывал король и произошёл сбор, до Валдевина назвал Белой Хорватией, которая называется и Нижней Далмацией; для этой Нижней Далмации, в согласии с папой Степаном и его посланцами, сделал солунскую церковь митрополией, под управление которой отдали эти церкви: Сплит, Трогир, Скрадин, Араузону, а это теперешняя твердыня Ядра (Задар), Нин, Раб, Осор, Веглу (Крк) и Эпидавр, который теперь называется Рагузий (Дубровник). 
Также от этого самого места Далмы до города Бамбалоны, что теперь зовётся Дирахий (Драч), назвал Красной Хорватией, что называется и Горней Далмацией. 
И так, как для Нижней Далмации установлено было солунскую церковь митрополией, для Горней, по давнему праву, дуклянскую церковь сделали митрополией, под управление которой отдали эти церкви: Антибар (Бар), Будву, Котор, Улцинь, Свач, Скадар, Дриваст, Пулат, Сербию, Боснию, Трибуню, Захумле. 

Сербию же, что называется и Загорье, поделил на две области: одну от большой реки Дрины в направление запада аж до гор Пин (Боровы), которую назвал Боснией, а другую от этой самой реки Дрины в направлении к востоку аж до Лапии (река Лаба) и [Лабского озера (Скадарского)], которую назвал Рашкой.

## Упоминание в летописи Дандоло
Андреа Дандоло (1300—1354), дож Венеции, в своих «Хрониках Далмации», где описаны хорватские земли (Королевство Далмация), описывает границы Красной Хорватии.
Svethopolis rex Dalmacie… in plano Dalme coronatus est et regnum suum Dalmacie in IIIIor partes divisit… A plano intaque Dalme usque Ystriam, Chroaciam Albam, vocavit, et a dicto plano usque Duracium, Chroaciam Rubeam, et versus montana, a flumine Drino usque Maceodoniam, Rasiam; et a dicto flumine citra Bosnam nominavit… Moderni autem maritimam totam vocant Dalmaciam, montana autem Chroatiam…Andrea Dandolo 172 182 sl.; 2. izd. 156.

## Упоминание в труде Флавия Блонда
Флавий Блонд (1392—1463), итальянский гуманист, в его «Historiarum ab inclinatione Romani imperii» даёт подтверждение словам Дандоло о Красной Хорватии.